# Iekaterina Lérmontova
Iekaterina Vladímirovna Lérmontova, rus: Екатерина Владимировна Лермонтова (Sant Petersburg, 11 febrer 1889 - 9 gener 1942) va ser una paleontòloga russa autora de la primera estratigrafia cambriana de Siberia.
Estava emparentada amb el poeta Mikhaïl Lérmontov i amb Iúlia Vsévolodovna Lérmontova (1847-1919), química. Va estudiar a l'Institut Pedagògic de les Dones (avui dia Universitat Herzen), on es va graduar el 1910. Després va obtenir un altre grau a la Universitat de St. Petersburg el 1912.
Dins 1921, va treballar per al Comitè Geològic i per a l'Institut de Recerca Científica de Geologia de la Unió Soviètica. La seva recerca se centrava en els fòssils del Cambrià de Siberia; va ser la primera persona que va investigar els trilobits del Cambrià en el territori de la URSS. Va estudiar els trilobits fòssils del Kazakhstan, Sibèria, els Urals, i l'Àsia central soviètica. Va morir víctima del Setge de Leningrad durant Segona Guerra Mundial.
Lermontova és el nom de divisions bioestratigràfiques del Cambrià i d'animals i algues fòssils del mateix període.